# Bademeister-Report
Bademeister-Report ist ein deutscher Erotikfilm aus dem Jahr 1973. Entgegen seines Titels erzählt er keine dokumentarisch gemeinten Episoden, sondern reiht die Geschichten ohne inhaltliche Verbindung aneinander. Er wurde nach seiner Erstaufführung am 26. Oktober 1973 auch unter dem Titel Liebesgrüße aus dem Badehöschen gezeigt.

## Handlung
In mehreren Episoden erzählen Berliner Bademeister von ihren sexuellen Erlebnissen. Da ist u. a. Kalle, der für den Schwimmunterricht in eine noble Villa gerufen wird und neben den Töchtern des Hauses auch bald die sexuell frustrierte Ehefrau Helena zu versorgen hat.

## Kritik
Ronald M. Hahn sah das für das Genre übliche Niveau unterboten, denn dies sei „ein äußerst blöder Softcore-Prickteaser-Film“.
Auch das Lexikon des internationalen Films urteilte ungünstig: „Ein besonders stumpfsinniger Sexfilm, in allen Belangen letztklassig.“